# Immersion
Immersion – trzeci album studyjny australijskiego zespołu Pendulum, wydany 21 maja 2010 roku. Tytuł albumu został potwierdzony w grudniu 2009 roku, choć sam album został zapowiedziany wcześnie tego roku. Został wydany 21 maja 2010 w Australii i Irlandii, a 24 maja na całym świecie.
Pierwszym singlem promującym płytę został utwór "Watercolour", wydany 3 maja 2010 roku. Drugim - "Witchcraft", trzecim - "The Island" i ostatnim, wydanym w 2011 roku - "Crush".
Oprawę albumu przygotował polski grafik Maciej Hajnrich z użyciem zdjęć Storma Thorgersona.

## Lista utworów
| Nr  | Tytuł utworu                             | Długość |
| --- | ---------------------------------------- | ------- |
| 1.  | „Genesis”                                | 1:08    |
| 2.  | „Salt in the Wounds”                     | 7:01    |
| 3.  | „Watercolour”                            | 5:06    |
| 4.  | „Set Me on Fire”                         | 5:04    |
| 5.  | „Crush”                                  | 4:13    |
| 6.  | „Under The Waves”                        | 4:54    |
| 7.  | „Immunize” (gościnnie Liam Howlett)      | 4:36    |
| 8.  | „The Island - Pt. I (Dawn)”              | 5:19    |
| 9.  | „The Island - Pt. II (Dusk)”             | 4:09    |
| 10. | „Comprachicos”                           | 2:48    |
| 11. | „The Vulture”                            | 3:59    |
| 12. | „Witchcraft”                             | 4:12    |
| 13. | „Self vs Self” (gościnnie In Flames)     | 4:45    |
| 14. | „The Fountain” (gościnnie Steven Wilson) | 5:00    |
| 15. | „Encoder”                                | 5:18    |
|     |                                          | 1:07:32 |

## Notowania na listach przebojów
| Lista                                       | Najwyższa pozycja |
| ------------------------------------------- | ----------------- |
| Australia (Top 50 Albums)                   | 3                 |
| Austria (Ö3 Austria Top 40)                 | 20                |
| Belgia (Ultratop 200 Albums, Flandria)      | 67                |
| Belgia (Ultratop 200 Albums, Wallonia)      | 98                |
| Finlandia (Top 50 Albums)                   | 50                |
| Niemcy (Media Control Charts)               | 62                |
| Irlandia (Albums Chart)                     | 15                |
| Holandia (Mega Album Top 100)               | 48                |
| Nowa Zelandia (RIANZ)                       | 3                 |
| Szwajcaria (Alben Top 100)                  | 9                 |
| Wielka Brytania (UK Albums Chart)           | 1                 |
| Stany Zjednoczone (Dance/Electronic Albums) | 6                 |
| Stany Zjednoczone (Rock Albums)             | 50                |
| Stany Zjednoczone (Top Heatseekers Albums)  | 4                 |